# Yusuf al-Mutaman
Yusuf ibn Ahmad, (en arabe : يوسف بن أحمد), de son nom complet Abu-Amir Yusuf ibn Ahmad ibn Hud al-Mutaman (en arabe : أبو عامر يوسف بن أحمد بن هود المؤتمن), qui prend le surnom honorifique d’al-Mutaman, né à une date inconnue et mort en 1085, est le fils et successeur de Ahmad Ier al-Muqtadir. Il est le troisième roi de la dynastie des Banu Hud à régner sur la taïfa de Saragosse, de 1081 à 1085.
Yusuf al-Mutaman règne au moment de la plus grande splendeur de la Saragosse musulmane, à la suite du règne de son père al-Muqtadir. Yusuf al-Mutaman est un roi érudit, protecteur des sciences, de la philosophie et des arts. Exemple de roi sage, il connaît l'astrologie, la philosophie et surtout les mathématiques, discipline dans laquelle il écrit un traité, le Livre de la perfection (en arabe : كتاب الإستكمال). Il poursuit les efforts de son père et crée autour de lui une cour d'intellectuels, vivant dans le cadre du beau palais de l'Aljaferia, surnommé le « palais de la joie ».

## Biographie

### Jeunesse et héritage
Yusuf, fils d'Ahmad Ier al-Muqtadir naît à une date inconnue, certainement à Saragosse, dans le palais de l'Aljaferia. Lorsqu'il monte sur le trône à la mort de son père, en 1081, le royaume de Saragosse est alors à son apogée. Al-Muqtadir procède au partage de ses terres entre ses deux fils : al-Mutaman reçoit la partie occidentale de la taïfa avec Saragosse, Tudèle, Huesca et Calatayud, tandis qu'al-Mundir obtient la zone côtière du royaume, dont Lérida, Monzón, Tortosa et Dénia.

### Conflits avec l'Aragon

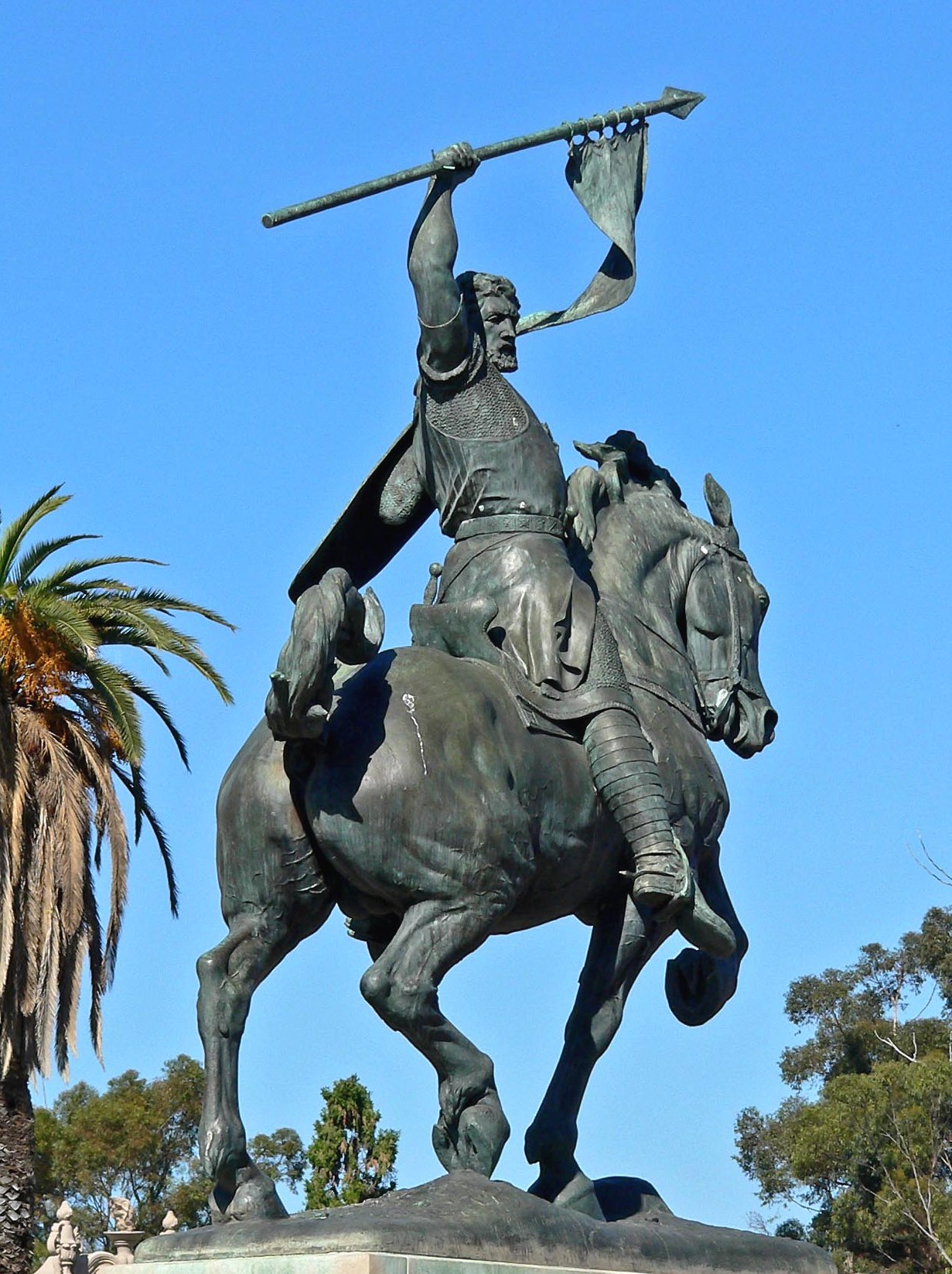
Le Cid a servi al-Mutaman durant tout le règne du monarque.

La première occupation du roi est d'éloigner la menace que fait peser sur lui le roi d'Aragon, Sanche Ier. Celui-ci vise à étendre ses territoires vers le sud, aux dépens de la taïfa de Saragosse.
Al-Mutaman peut compter sur les services des troupes mercenaires de Rodrigo Díaz de Vivar, plus connu sous le nom de « Cid ». Ce seigneur castillan, a été exilé par le roi Alphonse VI, pour avoir mené des razzias allant contre ses intérêts dans la taïfa de Tolède, alors tributaire de ce roi et qui, de ce fait, ne devait pas être attaquée par des troupes castillanes. En 1081, le Cid s'est donc mis au service du roi de Saragosse, al-Muqtadir, et reste auprès d'al-Mutaman durant tout son règne.
Le Cid contient les Aragonais jusqu'en 1083, année où Sanche Ier prit la ligne de fortifications qui protégeait les cités de la taïfa de Saragosse, comme Graus (qui menaçait Barbastro) dans la zone orientale, Ayerbe, Bolea (es) et Arascués (qui mettaient en péril Huesca) et Arguedas qui préludait la conquête de Tudèle. Il tient aussi plusieurs villes de la Sotonera et de la plaine de la Violada, comme Almudévar, Barbués, Sangarrén, Tabernas et Vicién, sous sa menace et leur impose un tribut.

### Conflits avec les taïfas voisines
Le Cid reçut en plus la tâche de réincorporer à Saragosse les territoires orientaux de son parent Mundir, allié de l'Aragon. Les affrontements dans la zone frontalière furent constants, mais aucun des deux n'a réussi à réunifier le territoire paternel. En, il mène une expédition qui a pour but Lérida, défendue par al-Mundir, soutenu par le comte de Barcelone, Bérenger-Raimond II et le roi d'Aragon, Sanche Ier. Le Cid renforce les places de Monzón et de Tamarite. Ses troupes mettent en déroute la coalition formée par Mundir et Bérenger-Raimond II à la bataille d'Almenar, où le frère du comte barcelonais, Raimond-Bérenger II, est fait prisonnier.
C'est le moment que choisit Yusuf al-Muzaffar, l'oncle d'al-Mutaman et ancien roi de Lérida, détrôné et enfermé dans la forteresse de Rueda de Jalón par son frère, al-Muqtadir, pour comploter contre al-Mutaman, avec l'aide du gouverneur de la forteresse, un certain Albofalac (peut-être une déformation d'Abu-l-Jalaq). Ils trouvèrent le soutien du roi de Castille, Alphonse VI, qui se mit en marche en septembre 1082 vers Rueda avec une forte armée, accompagné par Ramire de Pampelune, un fils de Sanche III de Pampelune, et le Castillan Gonzalo Salvadórez. Mais Yusuf al-Muzaffar étant mort à la fin 1082, Albofalac se retourna : il tendit un piège aux forces castillanes et tua Ramire de Pampelune et Gonzalo Salvadórez.
En 1084, le Cid est envoyé combattre du côté de Morella. Al-Mundir, qui contrôle Lérida, Tortosa et Dénia, obtient le soutien de Sanche Ier d'Aragon contre les envahisseurs : la rencontre a lieu le 14 août 1084 à Morella ou à Olocau del Rey. Le Cid remporte une brillante victoire et capture plusieurs seigneurs aragonais, dont l'évêque de Roda, Raimond Dalmacio, ou le comte de Navarre Sancho Sánchez de Erro.
Al-Mutaman cherche aussi à resserrer les relations avec son vassal le roi de Valence, Abu Bakar, grâce à des alliances matrimoniales. Mais Valence est plongée dans un jeu complexe d'alliances : Alphonse VI obtient du roi de Tolède, Al-Qádir, qu'il lui cède la cité de Tolède en échange de son aide pour chasser Abu Bakar de Valence. En 1085, alphonse VI s'empare effectivement de Tolède. Ainsi, la taïfa de Saragosse se trouve coupée du reste d'al-Andalus par la voie traditionnelle qui passait par le centre de la péninsule : les communications sont restreintes à la voie qui passe par Valence et la côte du Levant.

## Mathématiques

Le théorème de Ceva, découvert à la fin du XIe siècle par al-Mutaman.

L'œuvre principale d'al-Mutaman a été son Livre de la perfection (Kitab al-Istikmal). Ce livre était un compendium de la mathématique grecque d'Euclide et d'Archimède entre autres, mais contenait aussi les enseignements de Thābit ibn Qurra, des Banu Musa et d'ibn al-Haytham, et enfin introduisait également des théorèmes originaux. Son œuvre a été transmise en Égypte grâce à Maimonides, et de là elle s'est répandue jusqu'à Bagdad au XIVe siècle, si bien que son influence n'a pas véritablement touché l'Occident.
De son œuvre, on possède deux copies : la première a été trouvée à la bibliothèque de l'Askerî Müze d'Istanbul en 1985, provenant de la bibliothèque du sultan ottoman Mehmed II, dont a hérité son fils Bayezid II. Plus tard on a découvert une seconde copie au Caire.
Le Livre de la perfection traite des nombres irrationnels, des sections coniques, de la quadrature du segment parabolique, des volumes et des aires de divers objets géométriques ou le tracé de la tangente à un cercle, entre autres problèmes mathématiques.
Dans l'œuvre apparaît une tentative de classification des mathématiques en espèces aristotéliciennes. La classification comprend un chapitre pour l'arithmétique, deux chapitres pour la géométrie et deux autres concernant la stéréométrie.
Al-Mutaman est l'auteur de la première formulation connue du théorème de Ceva, qui n'a été connu en Europe qu'en 1678 dans l'ouvrage De lineis rectis de ce géomètre italien et que l'on peut énoncer comme suit :
« Soit ABC un triangle et D, E, F des points sur les côtés BC, CA et AB. On trace les droites AD, BE et CF. Ces trois droites se coupent en un point si et seulement si {\displaystyle {\frac {AF}{FB}}={\frac {EA}{CE}}{\frac {DC}{BD}}}. »

## Famille et descendance
Yusuf al-Mutaman a un fils connu :
- Ahmad II (?-1110), qui prend le titre honorifique d’al-Musta'in, roi taïfa de Saragosse entre 1085 et 1110.